# Phan Ngọc Nhi
Phan Ngọc Nhi (chữ Hán: 潘玉兒, ? - 501), là sủng phi của Phế Đế Đông Hôn hầu Tiêu Bảo Quyển triều Nam Tề trong lịch sử Trung Quốc.
Tiêu Bảo Quyển chơi bời vô độ, bỏ bê triều chính, có cuộc sống xa hoa và hoang dâm. Sự sủng ái thái quá mà Tiêu Bảo Quyển dành cho Phan Ngọc Nhi được xem là nguyên nhân chính làm sụp đổ triều đại Nam Tề.

## Tiểu sử
Phan Ngọc Nhi, nguyên danh là Du Ni Tử (俞妮子), sinh ra trong một gia đình nghèo, cha là Du Bảo Khánh (潘寶慶). Tiểu sử trước khi Phan thị gặp Tiêu Bảo Quyển rất mơ hồ, chỉ biết bà từng là nhạc kỹ trong phủ Tư mã Vương Kính Tắc (王敬则).
Năm Kiến Vũ thứ 5 (498), mùa thu, Nam Tề Minh Đế qua đời, Thái tử Tiêu Bảo Quyển trở thành người kế vị ngai vàng. Trong thời gian đó, Du Ni Tử được Tiêu Bảo Quyển để mắt đến, thập phần sủng ái, vượt hơn Hoàng hậu Chử Lệnh Cừ. Để xóa bỏ nguồn gốc ti tiện của bà, Tiêu Bảo Quyển cho đổi gia đình bà từ họ họ Du thành họ Phan, do đó Du Ni Tử có tên họ mới là [Phan Ngọc Nhi]. Thuyết này khi ấy chép rằng, Tống Văn Đế Lưu Nghĩa Long có một phi tử họ Phan (là Phan Thục phi), mà Văn Đế tại vị 30 năm, Tiêu Bảo Quyển vì muốn mình cũng có thể trị vì lâu như vậy, quyết định cải họ của sủng phi Du Ni Tử thành họ Phan, mang ý may mắn.
Mẹ của Thái tử Tiêu Tụng là Hoàng Quý tần mất sớm, Tiêu Bảo Quyển bèn cho Phan Ngọc Nhi nuôi nấng, sau cũng phong bà thành Quý phi. Phan Ngọc Nhi từng có thai một công chúa, nhưng nhanh chóng bị sẩy. Khi xưa, khi cha Tiêu Bảo Quyển chết, y coi như không, thậm chí còn cười đùa, ăn tiệc như không hề có chuyện gì xảy ra. Thế nhưng, khi đứa con do Phan Ngọc Nhi sinh ra chết đi, Tiêu Bảo Quyển lại tỏ ra đau xót vô cùng. Y bỏ hết lụa là châu báu trên người, chỉ mặc quần áo gai và ăn cơm rau, hơn một tháng không hề bày tiệc, nghe ca múa.

## Cuộc sống xa xỉ

### Cung vàng điện ngọc
Vào năm Vĩnh Nguyên thứ 3 (501), trong cung xảy ra một trận hỏa hoạn lớn. Khi đó Tiêu Bảo Quyển và Phan Ngọc Nhi đang ra khỏi cung du hí nên không hề biết chuyện. Tuy nhiên theo mệnh lệnh của Hoàng đế, những người ở bên ngoài cung không được phép mở cửa hoàng cung vì thế không ít Cung nữ, Thái giám và những người hàng ngày phục dịch cho Tiêu Bảo Quyển và Phan Ngọc Nhi đã bị thiêu chết. Khi Tiêu Bảo Quyển và Phan Ngọc Nhi trở về, tất cả khu cung điện trở thành một bãi tha ma với hàng ngàn xác chết đen nhẻm, hơn 3000 gian cung điện cháy ra tro. Thế nhưng, cả hai còn cười lớn, coi đó như một cảnh tượng thú vị ít thấy trong đời.
Cung điện đã bị thiêu trong lửa, mà Hoàng đế và Quý phi thì không thể không có nơi ở được. Lúc đó, có kẻ nói rằng, theo sách vở thì sau khi cung điện thành quách bị cháy mà xây dựng lại cung điện thì ngôi đế sẽ được giữ vững vì vậy, Tiêu Bảo Quyển càng thêm quyết tâm, không ngại ngần vung phí tiền bạc lần lượt xây dựng các cung điện, lần lượt là Phương Lạc, Phương Đức, Tiên Hoa, Đại Hưng, Hàm Đức, Thanh Diệu và An Thọ. Tiêu Bảo Quyển còn quyết định nhân cơ hội này xây dựng riêng cho Phan Ngọc Nhi ba tòa cung điện, lần lượt gọi tên là Thần Tiên, Vĩnh Thọ và Ngọc Thọ. Cả ba tòa cung điện này đều được thiết kế và xây dựng một cách xa hoa và tráng lệ với những thứ đồ trang trí bằng vàng và ngọc. Trong đó, xa hoa nhất chính là tòa Ngọc Thọ điện (玉壽殿), tòa cung điện dành cho Phan Quý phi ở. Để tăng thêm sự xa hoa cho cung điện của Phan Ngọc Nhi, Tiêu Bảo Quyển không tiếc công sức sai người tìm kiếm thu thập tất cả những thứ ngọc quý giá nhất trong thiên hạ về để làm đồ trang trí, ngay cả những đồ bằng ngọc được thờ cúng trong các chùa cũng bị tay sai của Tiêu Bảo Quyển trưng thu bằng được.
Không dừng lại ở đó, Tiêu Bảo Quyển còn sai thợ dùng hồng ngọc khảm hình những bông hoa sen nổi bật trên nền ngọc trắng. Sau khi Ngọc Thọ điện xây dựng xong, Tiêu Bảo Quyển cho Phan Quý phi chân trần đi lại trên thềm ngọc để mình ở bên dưới ngắm nhìn. Đôi chân nhỏ nhắn của Phan Ngọc Nhi thướt tha trên nền lát ngọc hình những bông sen, giống như nàng đi đến đâu thì sen nở ra đến đấy. Tiêu Bảo Quyển thì chỉ biết ngồi dưới trầm trồ: [Tiên tử hạ phàm, Bộ bộ sinh liên; 仙子下凡，步步生莲]. Khi xưa, Nam Tề Vũ Đế Tiêu Trách xây dựng tòa lầu Hưng Quang đã dùng nước sơn màu xanh quét lên nóc nên tòa lầu này bị gọi là [Thanh lâu; 青樓]. Tiêu Bảo Quyển nói với những kẻ hầu cận của mình rằng: Tề Vũ Đế thật là ngốc nghếch, vì sao không dùng ngọc lưu ly để lợp mái lầu?".

### Mở chợ trong hoàng cung
Để chiều lòng người đẹp, Tiêu Bảo Quyển đã sai người xây dựng hẳn một khu chợ sầm uất trong Phương Lạc uyển (芳乐苑), một khu vườn bên sườn của Duyệt Võ đường (閱武堂). Nơi này đầy những thứ đá năm màu quý hiếm, do Tiêu Bảo Quyển đem về.
Khi đó, trời đang vào giữa mùa hạ lại vào đúng giữa tháng sáu, nóng như thiêu đốt nhưng để làm đẹp lòng Phan Ngọc Nhi, Tiêu Bảo Quyển hạ lệnh buộc mọi người phải trồng hoa, cây cảnh. Chính vì thế, cây vừa trồng buổi sáng còn tươi mơn mởn thì đến chiều đã héo rũ cả. Cây chết tới đâu, Tiêu Bảo Quyển ra lệnh ngay sáng hôm sau phải trồng những cây hoa mới để quý phi tới thưởng ngoạn. Vì vậy, tại khu Phương Lạc uyển, người đưa cây sống vào trồng lẫn người đưa cây chết ra ngoài tấp nập như trẩy hội nhưng cuối cùng vẫn chẳng có cây nào sống được. Để đảm bảo hoa lúc nào cũng đương nở trong vườn Phương Lạc, hàng ngàn người dân đã được huy động, người trồng hoa, người tưới nước giữa cái nắng mùa hè khô hạn. Sau cùng, khi không còn cách nào khác, Tiêu Bảo Quyển quyết định sai người tìm khắp trong và ngoài thành, thấy cây cổ thụ nào là bứng sạch rồi tổ chức người chuyển vào Phương Lạc Uyển để trồng. Tuy nhiên, những cây đại thụ hàng chục, hàng trăm năm tuổi phải mất công sức của hàng trăm người mới đưa được vào cung chẳng bao lâu cũng rụng sạch lá mà chết. Vì vậy, thay vì trồng cây và nuôi lớn, Phương Lạc Uyển chỉ được phủ xanh mỗi khi Hoàng đế và Quý phi có nhã hứng dạo bước tới khu vườn thượng uyển. Tuy nhiên, cây xanh chưa phải là tất cả sử dụng công của Tiêu Bảo Quyển, toàn bộ khu vườn đều được trải một lớp cỏ non để tạo màu xanh tươi mát mà đi lại êm chân. Tuy nhiên, do cỏ không được trồng nên chỉ cần có ánh sáng mặt trời ngay lập tức bị héo và chết. Mỗi lần như vậy, các quan lại nhận được lệnh của Tiêu Bảo Quyển cho thay mới toàn bộ cỏ trong vườn. Để phục vụ chuyện hưởng lạc dâm dật của mình, Tiêu Bảo Quyển theo ý Phan Ngọc Nhi còn cho xây dựng rất nhiều tượng nam nữ hành lạc trong vườn.
Phan Ngọc Nhi xuất thân bình dân, nên thường quen cảnh chợ xôm tụ, và Tiêu Bảo Quyển quyết tâm tái hiện lại khung cảnh này cho người đẹp vui lòng. Để khung cảnh khu chợ thêm phần chân thực và sầm uất, Tiêu Bảo Quyển còn bắt hàng ngàn cung nữ trong hoàng cung đóng giả làm dân thường đi chợ. Chưa hết, Tiêu Bảo Quyển còn để Phan quý phi làm chức [Thị lệnh; 市令], xử lý những vụ tranh chấp xảy ra trong chợ, còn bản thân mình thì làm chức [Thị khôi; 市魁], phu lại giúp việc. Câu chuyện Hoàng đế mở chợ ngay trong chốn hoàng cung rồi cũng mau chóng truyền ra ngoài, bách tính trăm họ ai ai cũng biết. Vì vậy thời bấy giờ người ta còn truyền nhau một câu vè rằng: "Xem Vũ Đường, trồng dương liễu. Hoàng đế mổ thịt, Phan phi rót rượu".

## Phản loạn
Năm Vĩnh Nguyên thứ 3 (501), vì Tiêu Bảo Quyển giết anh trai Tiêu Ý do bị dèm pha, Tiêu Diễn dẫn đại quân tấn công vào kinh đô Kiến Khang đòi phế bỏ Tiêu Bảo Quyển trừ họa cho dân.
Tiêu Bảo Quyển tự mình dẫn hơn 10 vạn quân cố thủ thành Kiến Khang. Tiêu Diễn cho quân bao vây thành, quyết không tha cho Tiêu Bảo Quyển. Giữa lúc chiến trận diễn ra căng thẳng thì tướng quân Nam Tề là Vương Trân Quốc lo sợ một khi quân của Tiêu Diễn vào được kinh thành thì khó mà thoát khỏi tội chết. Do vậy, quyết định mở cửa thành ra đầu hàng mong được Tiêu Diễn tha cho tội chết. Vì vậy, thành Kiến Khang chưa bị tấn công đã đại bại. Tiêu Diễn đem quân vào thành, Tiêu Bảo Quyển bị phế làm Đông Hôn hầu (東昏侯). Ít lâu sau đó, y bị loạn binh trong thành giết chết.
Người đẹp lừng danh Phan Ngọc Nhi trở thành chiến lợi phẩm của Tiêu Diễn. Khi ấy, Tiêu Diễn có ý nạp Phan thị, nhưng triều thần khuyên ngăn bèn thôi. Có một tùy tướng là Điền Anh Khởi (田安啟) xin Ngọc Nhi cho mình làm thiếp, Phan Ngọc Nhi biết được bèn khóc ròng nói:"Trước kia ta được Quân chúa ân ngộ, bây giờ há có thể sánh đôi với kẻ hạ đẳng. Chi bằng chết đi cho xong việc, tránh khỏi nỗi nhục nghìn kiếp!". Ngay sau khi dứt lời, Phan Ngọc Nhi bèn tự vẫn. Xác bà khi chết vẫn còn rất xinh đẹp, các tướng sĩ trông thấy không kiềm được bèn giở trò đồi bại.
Nhiều nhà sử học cho rằng Phan Ngọc Nhi là bắt nguồn của tục bó chân, nhưng không có chứng cứ xác định chắc chắn. Câu chuyện về Phan Ngọc Nhi đã tạo cảm hứng cho hậu thế sáng tác nhân vật Phan Kim Liên trong các tác phẩm Thủy Hử và Kim Bình Mai.